# Billingska bokhandeln
Billingska bokhandeln startades 1898 av August Billing i Höör. Idag är det även en pappershandel och leksaksaffär. Affären ligger sedan 2020 på Frosta Center, Friluftsvägen 14 i Höör. Tidigare låg den på Storgatan 44 vid Nya Torg i Höör, på det ställe där biograf Saga låg i början av 1900-talet. Det var vid Lilla Torg i Höör Billingska bokhandeln först såg dagens ljus. Billingska bokhandeln ingår i bokkedjan Ugglan. Leksaksaffären tillhör kedjan Lekextra.